# Ji Hvang
Ji Hvang, korejski filozof, pisatelj in konfucijanski učenjak, * 1501, Andong, provinca Gjongsang, Južna Koreja † 1570, Andong.
Velja za najpomembnejšega filozofa Koreje – njegov portret je bil odtisnjen na bankovcu za 1000 južnokorejskih vonov, na hrbtni strani katerega je podoba njegove šole, Dosan Sovon. Pripadal je neokonfucijanskim literatom, ustanovil je šolo Jongnam in Dosan Sovon, zasebno konfucijansko akademijo.
Ji Hvanga pogosto imenujejo po umetniškem imenu Tegje (退溪 'Umikajoči se potok'). Njegovo vljudnostno ime je bilo Gjongho.
Njegova interpretacija neokonfucijanstva ni vplivala le na Korejo, temveč tudi na Japonskem, Tajvanu in v Vietnamu, zdaj pa jo preučujejo celo na celinski Kitajski. Njegovo glavno delo, Deset diagramov o učenju modrecev, prvotno objavljeno v klasični kitajščini, je bilo že prevedeno v sodobno korejščino, japonščino, vietnamščino, angleščino, francoščino, nemščino, ruščino in poljščino.
Nekatera njegova dela je japonska vojska plenila med japonsko invazijo na Korejo.
| ime             | Hangul | Handža | Romanizacija |
| --------------- | ------ | ------ | ------------ |
| korejsko ime    | 이황   | 李滉   | Ji Hvang     |
| psevdonim       | 퇴계   | 退溪   | Toe Gje      |
| vljudnostno ime | 경호   | 景浩   | Kjong Ho     |
| posmrtno ime    | 문순   | 文純   | Mun Sun      |

## Življenjepis
Ji Hvang se je rodil leta 1501 v provinci Severni Gjongsang blizu mesta Andong, v vasi Ongje-ri. Pripadal je klanu Džinbo Ji ter bil najmlajši izmed osmih otrok. Kot čudežni otrok se je od svojega strica pri dvanajstih letih naučil Konfucijevih Analektov. Ker je našel navdih v poeziji pesnika Taa Juanminga, je še sam začel pisati poezijo. Pesem Jadang (korejsko 야당, handža: 野塘, 'Ribnik v Divjini'), ki jo je napisal pri osemnajstih letih, velja za eno izmed njegovih bolj znanih in pomembnih del. Okrog dvajsetega leta se je poglobil v Knjigo premen (I Čing) in neokonfucijanstvo.
Pri triindvajsetih letih se je preselil v Seul in se leta 1523 vpisal na akademijo Sungkjunkvan.
Leta 1527 je opravil predhodne izpite, da bi postal vladni uradnik, čeprav se je, ko je imel triintrideset let ponovno vpisal na akademijo Sungkjunkvan. Tam se je spoprijateljil z učenjakom Kim In-Hujem. Leta 1534 je z odliko opravil izpite za javnega uslužbenca in nadaljeval s svojimi študijskimi dejavnostmi med državnim uradništvom. 
Po smrti matere pri 37 letih se je vrnil v svoj otroški dom in je tri leta žaloval. Od 39. leta mu je bilo dodeljenih veliko nazivov, včasih pa je leta 1542 zasedal več položajev, vključno s tajnim kraljevim inšpektorjem ali Amhengosa (korejsko 암행어사, handža: 暗行御史). Zaradi svoje integritete je bil znan po neizprosnosti, predvsem med sodelovanjem pri čistkah koruptivnih vladnih uradnikov. Večkrat je bil zaradi predanosti načelom celo izgnan iz glavnega mesta. V zadnjih letih vladavine kralja Džungdžonga se je, razočaran nad bojem za oblast na kraljevem dvoru, umaknil iz političnih krogov.
Vendar so ga nenehno vračali iz upokojitve in je zasedal več položajev zunaj kraljevega dvora in na podeželju. Pri 48 letih je postal guverner okrožja Danjang v provinci Čungbuk. Pozneje je bil tudi guverner mesta Pungi. Kot guverner je prenovil in izboljšal privatno neokonfucijsko akademijo Bekundong Sovon, katere ustanovitelj je bil njegov predhodnik Džu Se-bung. Leta 1552 so ga imenovali za Dasasonga (대사성, glavni inštruktor) v Sungkjunkvanu, vendar je kasneje to ponudbo hkrati z drugimi obetajočimi ponudbami zavrnil. Leta 1560 je ustanovil Dosan sodang in se posvetil meditaciji, študiju in učenju njegovih naslednikov. Kralj Mjongdžong ga je sicer poskusil večkrat zvabiti nazaj v politične vode, vendar je bil preveč vdan študiju in se zato na kraljeve pobude ni odzval. V kraljevo palačo se je vrnil šele pri sedeminšestdesetih letih na kraljevo prošnjo, ko so prišli v Seul odposlanci dinastije Ming.
Po nenadni smrti kralja Mjongdžonga ga je njegov naslednik, kralj Sondžo, imenoval za Jedžo panseo (korejsko 예조판서, handža: 禮曹判書, 'minister obredov'). Hvang je ponudbo odklonil ter se ponovno vrnil v rojstni kraj. Kralj ga je, kljub zavrnitvi venomer klical nazaj v palačo, zato se je vdal in pri 68 letih ponovno delal za kralja. Napisal je veliko dokumentov, vključno z dokumentom Songhak sipdo (korejsko 성학십도, handža:聖學十圖, 'Deset diagramov o učenju mladosti'). Prav tako je predaval o načelih neokonfucijanskih učenjakov iz dinastije Song kot sta brata Čeng Ji in Čeng Hao ter Džang Dzai. Prav tako je ob kraljevi prisotnosti poučeval nauke iz Knjige premen in Analekt. Dokončno se je upokojil pri 70 letih in umrl leta 1570. V štiridesetih letih javnega življenja je služil štirim kraljem (Džungdžong, Indžong, Mjongdžong in Sondžo).
Po njegovi smrti mu je bil dodeljen najvišji ministrski čin. Njegova mrliška tablica je bila nekaj časa postavljena v konfucijanskem templju ter v templju kralja Sondžoja. Njegovi nasledniki in sledilci so leta 1574 reorganizirali Dosan sodang v Dosan Sovon.

## Konfucianizem
Konfucianizem je moralni nauk. Neokonfucionizem poskuša ta moralni nauk dopolniti in razširiti v celovit pogled na svet. V ta namen vključuje elemente daoizma. To je starokitajska tradicija in miselnost, ki kot osrednji pojem postavlja neviden in vseobsegajoč praprincip vsega obstoječega, Tao, s katerim se je treba uskladiti za harmonično življenje. Neokonfucionizem izvira iz Kitajske, kjer se je razvil okoli 11. stoletja. Za enega od njegovih najpomembnejših predstavnikov velja Džu Ši. Ta smer se je ključno naprej razvijala v 16. stoletju v Koreji, njegova najpomembnejša predstavnika sta Ji Hvang in Ji I.

## Filozofija
Ji Hvang je avtor številnih spisov, v katerih je prevzel koncept kitajskega neokonfucijanskega filozofa Džu Šija. Ta pravi, da sta pola, ki snujeta vesolje Li in Či. Pri tem označuje Ki življenjsko energijo in resničnost, Li na drugi strani pa dejavnike urejenosti v širšem smislu: pravila vljudnosti, verske obrede, družbene hierarhije, pravosodje in tudi naravne zakone. Ji Hvang je pripisoval velik pomen komponenti Li, torej redu. Obravnaval jo je kot bistveno, saj je oblikovni element. Menil je, da je za razumevanje sveta treba poznati pravila, po katerih stvari druga na drugo učinkujejo; torej moč urejenosti, ki stoji za tem. To naj bi bilo pomembnejše od razumevanja posameznih stvari. Ta ideja, da so urejena načela bolj ključna kot posamezne podrobnosti je bila tudi osnova Jongnamske šole, ki je nadaljevala Hvangovo dediščino s pomočjo uglednih osebnosti kot sta Ju Songrjong in Kim Song-il. Tako razmišljanje pa je ravno nasprotno kot ideja drugega pomembnejšega predstavnika tega časa, po imenu Ji I, ki je dajal prednost komponenti Či, torej življenjski energiji in realnosti. Poleg njegovega velikega pomena v filozofiji, je bil Ji Hvang tudi nadarjen kaligraf in pesnik. Njegovo najpomembnejše delo na tem področju predstavlja zbirka korejskih pesmi. Te so napisane v najbolj priljubljeni korejski pesniški obliki z imenom sidžo. V času dinastije Čoson je bila njena uporaba posebej pogosta.

### Debata štiri-sedem
Štiri-sedem predstavlja štiri začetke in sedem občutij, ki jih je določil kitajski filozof Mencij.
Štirje začetki
- sočutje je začetek človečnosti
- občutje sramu in gnusa je začetek pravičnosti
- spoštovanje in poslušnost sta začetek olike
- občutek, da je nekaj prav ali narobe, je začetek modrosti

Sedem občutij
- veselje
- jeza
- skrb
- žalost
- strah
- sovraštvo
- čaščenje, občudovanje

Gi De-sung je bil korejski filozof in sodobnik Ji Hvanga. Med njima je potekala izmenjava pisem o interpretaciji Mencija. Debate štiri-sedem predstavlja zbirko teh pisem.

### Deset diagramov o učenju modrosti
Ko je leta 1567 umrl 33-letni kralj Mjongdžong, je prestol zasedel njegov mlajši polbrat Sondžo. Tedaj je bil star 15 let. Ji Hvang je bil zadolžen za njegovo poučevanje. Da mu je lahko ideje starih mislecev bolj približal, jih je grafično predstavil v obliki teh diagramov, ki jih je sestavil leta 1568. Gre za skupino lekcij, v katerih so predstavljene ideje prejšnjih učenjakov. Vsako poglavje se začne z enim diagramom. Ta ponazarja besedilo v nadaljevanju, ki predstavlja ideje nekega klasika, npr. Džu Ši. Poglavja se končajo s Hvangovim komentarjem. Njegova ideja je bila, da bi teh 10 diagramov narisal na steno in sestavil spremno knjigo. Tako bi se lahko opazovalec stalno spominjal tem, dokler jih ne bi popolnoma ponotranjil.

## Spomeniki in obeležja
Po Ji Hvangu je poimenovana ulica Tegjero v centru Seula in mnogi instituti ter raziskovalni oddelki na univerzah npr. v Tokiu, Hamburgu, Tajvanu, pa tudi ZDA. Poleg tega je natisnjen na južnokorejskem tisočaku, na gori Namsan v Seulu pa so mu celo postavili spomenik.